# ホルシュタイン＝ゴットルプ王朝
ホルシュタイン＝ゴットルプ王朝（ホルシュタイン＝ゴットルプおうちょう、スウェーデン語：Holstein-Gottorpska ätten）は、18世紀から19世紀にかけてスウェーデンを支配した王朝。シュレースヴィヒ＝ホルシュタイン公国を支配したホルシュタイン＝ゴットルプ家の分枝の一つによる王朝である。1814年にスウェーデン＝ノルウェー連合王国が成立したが、1818年にホルシュタイン＝ゴットルプ王朝は終焉。連合王国はベルナドッテ王朝に引き継がれた。

## 概要
ホルシュタイン＝ゴットルプ家は、本来デンマーク王家オルデンブルク家の傍流であり、デンマーク貴族の家系であったが、フレデリク4世の時、スウェーデン王家のプファルツ家と婚姻を結び、王位継承権を得る。しかし大北方戦争でのスウェーデンの敗北により、フレデリク4世直系は継承権を失ってしまう。1720年、プファルツ王朝の後を襲って王位に就いたのは、プファルツ家の外戚ヘッセン家のフレドリク1世であった。しかしフレドリク1世には嗣子がなかったため、スウェーデン議会は王位継承権第2位のホルシュタイン＝ゴットルプ家に白羽の矢を立てた。ホルシュタイン＝ゴットルプ公の本家は、対立していたロシア帝国と婚姻関係を結んでおり、本流を迎える事が出来なかった。しかし、ロシアとの平和を考慮し、フレデリク4世の弟クリスティアン・アウグストの息子アドルフ・フレドリクが王位継承者に選ばれた。そして、プロイセン王女ロヴィーサ・ウルリカとの結婚は、当時対立していたスウェーデン議会の親ロシア派、親西欧派の和解に役立つものとして歓迎された。
しかし当時のスウェーデンは、プロイセン王国、ロシア帝国から政治資金が流れ、党派が国政を動かし、国力は弱体化して列強の傀儡に墜ちていた。文化の面では自由の時代を謳歌していたが、大北方戦争以後のスウェーデンの没落時代を象徴をなすものであった。
こうした国情を憂慮したグスタフ3世は、即位した翌年に王党派の支持の下にクーデターを完遂し、王権を奪回した（グスタフ3世のクーデター）。グスタフ3世は啓蒙主義思想を持ち（啓蒙専制君主）、国家の復興を成し遂げ、ロシアとの戦争にも事実上勝利し、フランス革命にも干渉するなど、スウェーデンの大国復興に熱意を燃やしたが、1792年に暗殺された。絶対君主制を再開したのは、1790年だったが、グスタフ3世は、すでに1772年のクーデターによって一定の王権を確立させており、その親子の名を取って1809年までを「グスタフ朝絶対主義」あるいは「グスタフ朝時代」と呼称された。特にグスタフ3世の時代は文化の面において「ロココの時代」とも称された。1809年に絶対君主制が廃止されて以降、スウェーデンは立憲君主制国家となり今日に至っている。
その後スウェーデンは保守主義に徹し、国内の統制を強めた。グスタフ4世が親政に転じた後は、フランス革命戦争の調停役となるが失敗し、以後反ナポレオンの一員となってナポレオン戦争に参戦する。しかしスウェーデンの参加した第三次、第四次対仏大同盟は、ナポレオン1世によって壊滅させられた。この時スウェーデンは、大陸封鎖令を拒否した事からロシアの侵攻を受け、属領であったフィンランドを失った。失政を犯した国王は追放され、さらにオルデンブルク家の別の支流であるアウグステンブルク家から王太子に迎えたカール・アウグストが急死し、まさにスウェーデンは死に瀕したのである。
こうした状況で、フランスの元帥ベルナドットがスウェーデン王太子に推戴された。しかしベルナドットは反ナポレオンに転向し、解放戦争において、ヨーロッパの解放に重要な役割を果たした。戦勝国となったスウェーデンは、1813年のキール条約、次いで1814年にウィーン条約でノルウェーを獲得をした。すべてベルナドットのおかげだった。1814年、カール13世はノルウェー国王カール2世として即位（同君連合）。スウェーデン＝ノルウェー連合王国は、1905年まで継続した。
1818年、最後の国王カール13世の死後、ベルナドットがカール14世ヨハンとして即位し、ホルシュタイン＝ゴットルプ朝は終焉を迎えた。グスタフ4世の子、グスタフ王太子（ヴァーサ公）を擁立する動きもあったが退けられ、ヴァーサ公に男子がなかったため、スウェーデンのホルシュタイン＝ゴットルプ家は断絶した。

## 年表
- 1751年　アドルフ・フレドリク即位。
- 1756年　王妃ロヴィーサ・ウルリカによるクーデター未遂。
- 1756年　ロヴィーサ・ウルリカへの制裁を含め、七年戦争に参戦。
- 1759年　スウェーデン宰相ジーレンボルイ死去。
- 1762年　七年戦争に敗北、ロヴィーサ・ウルリカの仲裁によりプロイセン王国と和解。
- 1765年　ハッテナ党に代わりメッソナ党が与党となる。
- 1769年　ハッテナ党与党に返り咲き、デンマークと対立。
- 1771年　グスタフ3世即位（ロココの時代）。
- 1772年　グスタフ3世のクーデター。「自由の時代」終焉。
- 1780年　武装中立同盟に参加。
- 1783年　アメリカ・スウェーデン友好通商条約締結。
- 1784年　フランス王国から植民地を取得（1786年にスウェーデン西インド会社設立）。
- 1786年　スウェーデン・アカデミー設立。
- 1788年　第一次ロシア・スウェーデン戦争（ - 1790年）。
- 1789年　フランス革命に干渉（ - 1792年）。
- 1790年　グスタフ3世、絶対君主制復活。
- 1792年　グスタフ3世暗殺（スウェーデン語版）、グスタフ4世アドルフ即位。
- 1796年　グスタフ4世アドルフ親政開始。
- 1798年　フェルセン主導のラシュタット会議。（ - 1799年、フランス革命戦争の講和会議）。
- 1800年　武装中立同盟に参加（ - 1801年）。
- 1805年　第三次対仏大同盟参加。
- 1806年　第四次対仏大同盟参加。
- 1808年　第二次ロシア・スウェーデン戦争（ - 1809年）、ロシアにフィンランドを奪われる。
- 1809年　軍事クーデター、グスタフ4世アドルフ追放。フレデリクスハムンの和約、ロシア帝国と和睦。
- 1810年　パリ条約、ナポレオン1世と和睦。大陸封鎖令に参加。
- 1810年　王位継承法制定、王位継承者問題。フランス元帥ベルナドット推戴（ベルナドッテ王朝の始祖）。
- 1813年　ドイツ解放戦争に参加。ベルナドット、ライプツィヒの戦いでナポレオン1世に勝利。
- 1814年　キール条約でノルウェーを獲得。スウェーデン・ノルウェー戦争（英語版）とモス条約（スウェーデン語版、英語版）を経てスウェーデン＝ノルウェー連合王国が成立。
- 1814年　ウィーン会議（ - 1815年）。
- 1818年　ベルナドット、国王に即位（カール14世ヨハン）、ホルシュタイン＝ゴットルプ朝終焉。

## 歴代国王
- アドルフ・フレドリク　（生没年：1710年 - 1771年、在位：1751年 - 1771年）
- グスタフ3世　（生没年：1746年 - 1792年、在位：1771年 - 1792）
- グスタフ4世アドルフ　（生没年：1778年 - 1837年、在位：1792年 - 1809年）
- カール13世　（生没年：1748年 - 1818年、在位：1809年 - 1818年、兼ノルウェー王カール2世）